# Leonardo da Vinci (jeu)
Pour les articles homonymes, voir Vinci.
Leonardo da Vinci est un jeu de société créé en 2006 par un groupe de créateurs italiens appelé Acchittocca et édité par daVinci Games.
Le groupe Acchittocca est constitué de Stefano Luperto, Antonio Tinto, Virginio Gigli et Flaminia Brasini.
Pour 3 à 5 joueurs, de 12 à 110 ans pour officiellement environ 60 minutes. En pratique, comptez plutôt 2 h.

## Contexte
Les joueurs sont des savants italiens sous la Renaissance qui doivent rivaliser d'ingéniosité pour créer de nouvelles inventions et ainsi gagner de l'argent. Celui qui en aura le plus gagnera l'estime de maître Léonard.

## Principe général
Le jeu se déroule en 7 tours complets plus deux tours finaux.
Chaque joueur possède un maître d'œuvre et des apprentis qu'il va devoir placer dans la ville et/ou dans ses laboratoires à chaque tour de jeu. Le joueur qui a placé la plus grande force de travail dans un lieu de la ville, peut exécuter gratuitement l'action correspondant à ce lieu, les autres joueurs présents peuvent payer pour exécuter cette action. Parmi les actions possibles, on retrouve par exemple l'acquisition d'un nouvel apprenti ou le gain d'une matière première.

Pour gagner de l'argent, les joueurs vont devoir réaliser des inventions. 

### Matériel
- un plateau de jeu pliable
- 5 maîtres d’œuvre (1 par couleur)
- 45 apprentis (9 par couleur)
- 10 laboratoires (2 par couleur)
- 10 marqueurs de travail
- 15 automates
- 25 cartes d'inventions
- 60 cartes de matériaux (fer, bois, corde, brique, verre)
- 60 cartes Florins (0, 1, 5, 10, 20)
- 1 marqueur de tour
- 1 marqueur argent
- 4 marqueurs d’invention
- 2 aides de jeu
- Léonard de Vinci sur socle
- le Seigneur sur socle
- la règle du jeu

## Règle du jeu
- Voir liens externes

### But du jeu
Avoir le plus de d'argent en fin de partie. Les joueurs qui possèdent des technologies de plusieurs types différents (au moins 3 types sur les 5 disponibles) gagnent un bonus d'argent en fin de partie.